# Lee Jae-wook
Lee Jae-wook (hangul: 이재욱 ; nascido em 10 de maio de 1998) é um ator e modelo de origem sul-coreano. Em 2018 ele fez sua estreia na televisão no drama Memories of the Alhambra  e logo após dez sua no cinema no filme The Battle of Jangsari lançado em 2019. Seguido por papéis no romance de escritório Search: WWW, na série escolar Extraordinary You e no melodrama When The Weather Is Fine; ele desempenhou seu primeiro papel de protagonista na comédia romântica Do Do Sol Sol La La Sol (2020). Em seguida, ele estrelou o drama de fantasia Alchemy of Souls interpretando o personagem Jang Uk, que marcou seu papel de destaque.

## Educação
Lee Jae-wook frequentava o Departamento de Teatro e Cinema da Universidade Chung-Ang. Em janeiro de 2023, ele tirou uma licença.

## Endossos
No dia 21 de dezembro de 2022 Jae-Wook se tornou embaixador Honorário de Relações Públicas.

## Filmografia

### Filmes
| Ano  | Título                 | Papel             | Notas            | Ref.  |
| ---- | ---------------------- | ----------------- | ---------------- | ----- |
| 2019 | The Battle of Jangsari | Lee Gae-tae       |                  | [ 5 ] |
| 2023 | Kill Boksoon           | jovem Cha Min-kyu | Filme da Netflix | [ 6 ] |

### Séries de televisão
| Ano       | Título                   | Papel        | Notas                                                                             | Ref(s)        |
| --------- | ------------------------ | ------------ | --------------------------------------------------------------------------------- | ------------- |
| 2018–2019 | Memórias da Alhambra     | Marco Han    |                                                                                   | [ 7 ]         |
| 2019      | Search: WWW              | Seol Ji-hwan |                                                                                   | [ 8 ]         |
| 2019      | Extraordinary You        | Baek Kyung   |                                                                                   | [ 9 ]         |
| 2020      | When the Weather Is Fine | Lee Jang-woo |                                                                                   | [ 10 ]        |
| 2020      | Do Do Sol Sol La La Sol  | Sunwoo Joon  |                                                                                   | [ 11 ]        |
| 2020      | True Beauty              | Baek Kyung   | Ele fez Cameo no episódio 4 reinterpretando o seu personagem de Extraordinary You |               |
| 2022      | Alquimia das Almas       | Jang Uk      | Parte 1–2                                                                         | [ 12 ] [ 13 ] |

### Web séries
| Ano       | Título                | Papel                                    | Notas                    | Ref.                        |
| --------- | --------------------- | ---------------------------------------- | ------------------------ | --------------------------- |
| 2021      | Move to Heaven        | Kim Soo-cheol                            | Cameo (Episódio 3–7)     | [ 14 ]                      |
| 2022      | Kiss Sixth Sense      | O protagonista masculino do filme 'Haru' | Cameo (Episódio 3, 5, 9) | [ 15 ]                      |
| 2023–2024 | Jogo da Morte         | Cho Tae-sang                             | Cameo                    | [ 16 ] [ 17 ]               |
| 2024      | O Herdeiro Impossível | Han Tae-oh                               |                          | [ 18 ] [ 19 ] [ 20 ] [ 21 ] |
| 2024      | Tangeum               | Hong Rang                                |                          | [ 22 ]                      |